# ... e fu subito Aznavour
Albums de Charles Aznavour
Aznavour Italiano Volume 2
(1963) Quando la canzone è arte / Buon anniversario (Aznavour... l'amore)
(1971)
... e fu subito Aznavour (... et ce fut immédiatement Aznavour) est le 3e album studio italien de Charles Aznavour, il est sorti en 1970. Toutes les chansons ont été écrites par Aznavour, parfois en collaboration avec d'autres, comme indiqué ci-dessous. Les chansons sont toutes été traduites en italien par divers paroliers, notamment Alberto Testa, Mogol et Sergio Bardotti. 
Les arrangements sont confiés à Claude Denjean, Christian Gaubert et Paul Mauriat.
Apparemment insatisfait des versions précédemment parues principalement sur 45 tours, Charles Aznavour a réenregistré plusieurs titres pour cet album : Devi Sapere (3e version), L'istrione (2e version), Com'è triste Venezia (2e version), L'amore è come un giorno (2e version), Perché sei mia (2e version), Ti lasci andare (2e version), Dopo l'amore (2e version) et Ed io tra di voi (2e version). L'effort a porté ses fruits, puisque cet album a véritablement rendu Aznavour populaire en Italie. Avec un choix judicieux de ses meilleures chansons, une excellente production sonore, des interprétations impeccables et d'excellents textes, il a atteint la première position dans le hit-parade italien.

## Liste des chansons
| 1. | Devi sapere - (Il faut savoir)                         | Luciano Beretta        | 2:44 |
| 2. | L'istrione (Le Cabotin)                                | Giorgio Calabrese      | 4:42 |
| 3. | Com'è triste Venezia (Que c'est triste Venise)         | Françoise Dorin, Mogol | 2:52 |
| 4. | L'amore è come un giorno (L'amour c'est comme un jour) | Sergio Bardotti        | 3:43 |
| 5. | Come una malattia (Comme un maladie)                   | Claudio Daiano         | 2:53 |
| 6. | Ieri si (Hier encore)                                  | Mogol, Alberto Testa   | 2:49 |

| 7.  | Parigi in agosto (Paris au mois d'août)   | Georges Garvarentz, Bruno Pallesi    | 3:24 |
| 8.  | Perchè sei mia (Ma mie)                   | Sergio Bardotti                      | 2:08 |
| 9.  | I lupi attorno a noi (Le temps des loups) | Georges Garvarentz, Luciano Giacotto | 3:30 |
| 10. | Ti lasci andare (Tu t'laisses aller)      | Giorgio Calabrese                    | 3:30 |
| 11. | Dopo l'amore (Apres l'amour)              | Giorgio Calabrese                    | 2:47 |
| 12. | Ed io tra di voi (Et moi dans mon coin)   | Sergio Bardotti                      | 3:33 |